# پوپی
پوپی (به ایتالیایی: Poppi) یک کومونه در ایتالیا است که در استان آرتزو واقع شده‌است.

## خصوصیات
پوپی ۹۶٫۹ کیلومترمربع مساحت و ۶٬۰۷۷ نفر جمعیت دارد و ۴۳۷ متر بالاتر از سطح دریا واقع شده‌است.

## خواهرخوانده
شهرهای پالافیس و Ax-les-Thermes خواهرخوانده‌های پوپی هستند.